# Perché lo fai
Perché lo fai is een lied over drugsverslaving geschreven door Gianni Bigazzi, Mario Manzini en Marco Masini. Die laatste zong het tijdens het Festival van Sanremo versie 1991. Hij bracht het ook op single uit. Het werd een kleine hit in Frankrijk.
Een handvol covers volgde, waaronder een van Umberto Tozzi
Voor de Nederlandse markt verschenen versies van Marco Borsato en Sandra Reemer. Marco Borsato zong het in de originele Italiaanse taal op zijn album Giorno per giorno uit 1992, dat wil zeggen voordat hij beroemd werd met Dromen zijn bedrog.

## Sandra Reemer
Sandra Reemer zong het onder The last goodbye met een nieuwe tekst verzorgd door Rob en Ferdi Bolland. Het is daarbij afkomstig van haar album Valleys of emotions, dat meerdere covers van Italiaanse origine bevatte. Ten opzichte van het origineel en de versie van Marco Borsato arrangeerde Piet Souer er een stevige gitaarsolo voor Bert Meulendijk in. Verder werd Reemer begeleid door Piet Souer zelf, die op dit nummer alle muziekinstrumenten behalve gitaar speelde.
Sandra Reemer

Al di là · Stille nacht, heilige nacht · 'k Zweef aan m'n ballonnetje · Gloria, gloria · Sluimer zacht · Singapura · Hoe leit dit kindeke · Mijn gitaar · Kopi susu · Als jij maar wacht · Een bos rozen · Heimwee · Mijn concert · Teddy song · Jij vergeet · Since you have gone · (I've got) A love like a rainbow · Simon Zealotes · Love me, honey · The party's over · Trust in me · This is your heartbeat · How little we know · Colorado · Nothing's gonna change · It hurts to be in love · America here I come · Indonesia · Get it on · Rien ne va plus · Fly like an angel · Gold · All out of love · Sleep with me tonight · Laughter in the rain · Goodnight, sweetheart, goodnight · Smoke gets in your eyes · La colegiala · For your love · He was the one · Love is cruel · Domenica · The last goodbye · Mensen zoals jij · Kom naar me toe · Alles wat ik wil · Een boom voor het leven · De mooiste droom is vogelvrij
Sandra en Andres

Storybook children · Somethin' in my heart · For the first time in my life · Reach for the moon · Let us pray together · Love is all around · Those words · Que je t'aime · Mary Madonna · Als het om de liefde gaat · Mama mia · Auntie · Aime-moi · Dzjing boem! · True love · You believed · Oh, nous sommes très amoureux
Dutch Divas

Work that body · From New York to L.A.